# Forteresse de Srebrenica
La forteresse de Strebrenica est située en Bosnie-Herzégovine, sur le territoire de la ville de Srebrenica et dans la municipalité de Srebrenica. Elle remonte à la fin du XVIIe siècle et est inscrite sur la liste des monuments nationaux de Bosnie-Herzégovine.